# Van Cliburn
Harvey Lavan Cliburn, plus connu sous le nom de Van Cliburn, né le 12 juillet 1934 à Shreveport, en Louisiane, et mort le 27 février 2013 à Fort Worth au Texas, est un pianiste américain, célèbre pour avoir remporté, en 1958 à Moscou, en pleine Guerre froide, la première édition du Concours international Tchaïkovski.

## Biographie

### Enfance
Il nait de l'union de Rildia Bee O'Bryan, pianiste et professeur de piano (qui elle a étudié le piano auprès d'Arthur Friedheim, un élève de Franz Liszt) et de Harvey Cliburn Sr., un pétrolier. Ses premières leçons de piano lui sont données à l'âge de trois ans par sa mère. Alors que Cliburn a six ans, sa famille déménage à Kilgore, au Texas. À douze ans, il remporte un concours de piano local qui lui permet de faire ses débuts sur scène avec le Houston Symphony Orchestra. À dix-sept ans, il entre à la Juilliard School où son professeur de piano, Rosina Lhévinne, le forme dans la grande tradition romantique russe. À vingt ans, Cliburn remporte le prestigieux Leventritt Award (1954), et fait ses débuts au Carnegie Hall.

### Carrière
Mais c'est véritablement son succès à Moscou qui lui procure une renommée internationale. Organisé en 1958 par l'URSS, le premier Concours international Tchaïkovski était un événement destiné à démontrer la supériorité culturelle de celle-ci pendant la Guerre froide, sur la lancée de la victoire technologique du Spoutnik lancé dans l'espace quelques semaines auparavant. À la finale du concours, la lumineuse virtuosité de Cliburn dans le concerto pour piano no 1 de Tchaïkovski et le no 3 de Rachmaninov lui vaut une ovation debout qui dure bien huit minutes. Après cette ovation, il tient un bref discours en russe avant de se rasseoir pour jouer une version de "Les Nuits de Moscou". Les juges soviétiques (comprenant d'importants pianistes et compositeurs russes tel quel Emil Gilels, Sviatoslav Richter, Aram Khatchatourian et Dmitri Kabalevski) auraient été alors contraints de demander à Nikita Khrouchtchev la permission de donner le premier prix à cet Américain. « Est-il le meilleur ? » leur aurait demandé le dirigeant soviétique. « Alors donnez-lui le prix ! ».
Cliburn obtient donc le premier prix, devant le russe Lev Vlassenko, qui venait de remporter le premier prix du Concours Franz Liszt en 1956, et le pianiste chinois Liu Shi-khun, deuxième ex æquo, qui avait terminé quant à lui troisième du concours Franz Liszt en 1956 (ex æquo avec le grand Lisztien, Lazar Berman dont l'enregistrement des Années de Pèlérinage est devenu légendaire de nos jours). Le pianiste russe Naum Shtarkman, complète ce podium. Le magazine TIME fait de l'événement sa couverture et titre « Le Texan qui a conquis la Russie ». Le retour de Cliburn aux États-Unis est célébré par une ticker-tape parade à New York, du jamais vu pour un interprète de musique classique.
Il retourne a de nombreuses reprises en URSS et dans les grandes villes du monde, ses prestations étant souvent enregistrées et diffusées à la télévision. Présent à Moscou en 1962, il est applaudi chaleureusement par Nikita Khrouchtchev and Andreï Gromyko, le ministre des affaires étrangères soviétique, lors d'un concert.
Cliburn joue et enregistre tout au long des années 1970, mais en 1978, après la mort de son père et de son manager, Sol Hurok, il fait une pause dans la vie publique. En 1987, il est invité à se produire à la Maison Blanche pour le président Ronald Reagan et le président soviétique Mikhaïl Gorbatchev, puis sera invité à ouvrir la saison du 100e anniversaire du Carnegie Hall. Il entreprend une tournée dans 16 villes en 1994, commençant par une représentation du concerto de Tchaïkovski au Hollywood Bowl. Également en 1994, Cliburn fait une apparition dans le dessin animé Iron Man (épisode Silence My Companion, Death My Destination). À la fin des années soixante-dix, il donne un nombre limité de performances acclamées par la critique et le public. Cliburn est apparu en tant qu'artiste de la série Pennington Great Performers avec l'Orchestre Symphonique de Baton Rouge en 2006. En 2006, il se produit au Interlochen Center for the Arts.
Il a joué pour des têtes royales et des chefs d’État de dizaines de pays et pour chaque président américain de 1958 jusqu'à sa mort.

### Décès
Le 27 août 2012, le porte-parole de Cliburn annonce que le pianiste souffre d'un cancer des os avancé. 
Il est décédé le 27 février 2013, à l'âge de 78 ans. Ses funérailles ont eu lieu le 3 mars 2013 à l’église baptiste de Broadway . Il repose au mausolée du Greenwood Memorial Park à Fort Worth.

## Instruments
Durant sa carrière, Van Cliburn utilise fréquemment des pianos Steinway & Sons. Il en a possédé plusieurs, dont des modèles D,,.

## Reconnaissance
En 1962, Van Cliburn devient le conseiller artistique du Concours international de piano Van-Cliburn. Ce concours, nommé ainsi en son honneur, est créé par des professeurs de Fort Worth qui souhaite rivaliser avec le prestige du concours interntaional Tchaïkovski.

## Vie personnelle
En 1996, Cliburn a été cité dans un procès intenté par son partenaire depuis 17 ans, l'entrepreneur de pompes funèbres Thomas Zaremba. Dans le procès, Zaremba a revendiqué le droit à une partie des revenus et des biens de Cliburn et a affirmé qu'il aurait pu être exposé au VIH, ce qui aurait provoqué une détresse émotionnelle. Cliburn, représenté par l'avocat Dee Kelly, a nié les allégations. Les demandes de poursuite ont été rejetées par un tribunal de première instance et rejetées par une cour d'appel, au motif que les actions en pension alimentaire n'étaient pas autorisées pour les cas de cohabitation dans l'État du Texas, à moins que la relation ne soit basée sur un accord écrit.
Il était membre de l’église baptiste de Broadway à Fort Worth . Il y venait régulièrement lorsqu'il était en ville.